# Fuenmayor
Fuenmayor tỉnh và cộng đồng tự trị La Rioja, phía bắc Tây Ban Nha. Đô thị này có diện tích là 34,29 ki-lô-mét vuông, dân số năm 2009 là 3219 người với mật độ 92,18 người/km². Đô thị này có cự ly 10 km so với Logroño.